# La prossima fantastica avventura di Archibald
La prossima fantastica avventura di Archibald (Archibald's Next Big Thing) è una serie televisiva statunitense animata del 2019, ideata da Tony Hale. La serie ha debuttato con la sua prima stagione su Netflix il 6 settembre 2019, mentre la seconda stagione è uscita il 20 marzo 2020.
In Italia la serie ha debuttato su Netflix per la prima volta il 6 settembre 2019, mentre il 26 gennaio 2021 era stato trasmesso in prima TV su K2.

## Trama
Archibald, un pollo sempre felice e molto fortunato, può non ricordarsi di sbrigare le sue faccende quotidiane, ma non dimentica mai di divertirsi, perché la vita è un'avventura imprevedibile.

## Personaggi e doppiatori

### Personaggi principali
- Archibald, voce originale di Tony Hale, italiana di Andrea Lavagnino.
- Sage, voce originale di Adam Pally, italiana di Raffaele Carpentieri.
- Loy, voce originale di Chelsea Kane, italiana di Giulia Catania.
- Finly, voce originale di Jordan Fisher, italiana di Alex Polidori.
- Bea, voce originale di Kari Wahlgren.
- Il Narratore, voce originale di Rosamund Pike, italiana di Myriam Catania.

### Personaggi ricorrenti
- Murph, voce originale di Kari Wahlgren, italiana di Barbara Pitotti.
- Cugino Ashley, voce originale di Roger Craig Smith, italiana di Luigi Ferraro.
- Wendi Powers, voce originale di Casey Wilson, italiana di Myriam Catania.
- Roxlyn, voce originale di Lauren Blumenfeld, italiana di Rossa Caputo.

### Personaggi secondari
- Mr. Garbage, voce originale di Alan Tudyk, italiana di Alessandro Quarta.
- Steph, voce originale di Kari Wahlgren, italiana di Sarah Nicolucci.
- Jasper, voce originale di "Weird Al" Yankovic, italiana di Oreste Baldini.
- Mack, voce originale di Robbie Daymond, italiana di Flavio Aquilone.
- Benny, voce originale di Christian J. Simon, italiana di Emanuele Suarez.
- Tolby, voce originale di John Michael Higgins, italiana di Francesco Prando.
- Stuart Munch, voce originale di Ben Pronsky, italiana di Luigi Ferraro.
- Tanya, voce originale di Kari Wahlgren, italiana di Letizia Scifoni.